# Assam II (schip, 1934)
De ASSAM II is een binnenschip met een historie in de beroepsvaart, dat tegenwoordig als moederschip dient voor de vloot van het Zeekadetkorps Vlaardingen. Het wordt door de vereniging tevens gebruikt als varend clubhuis. Historische vaartuigen als dit hebben een belangrijk aandeel in het cultuurhistorische beeld van Nederland en worden tot het Nederlands cultureel erfgoed gerekend. Doordat het schip ouder is dan 50 jaar voldoet het aan de eisen voor het Nationaal Register Varende Monumenten.

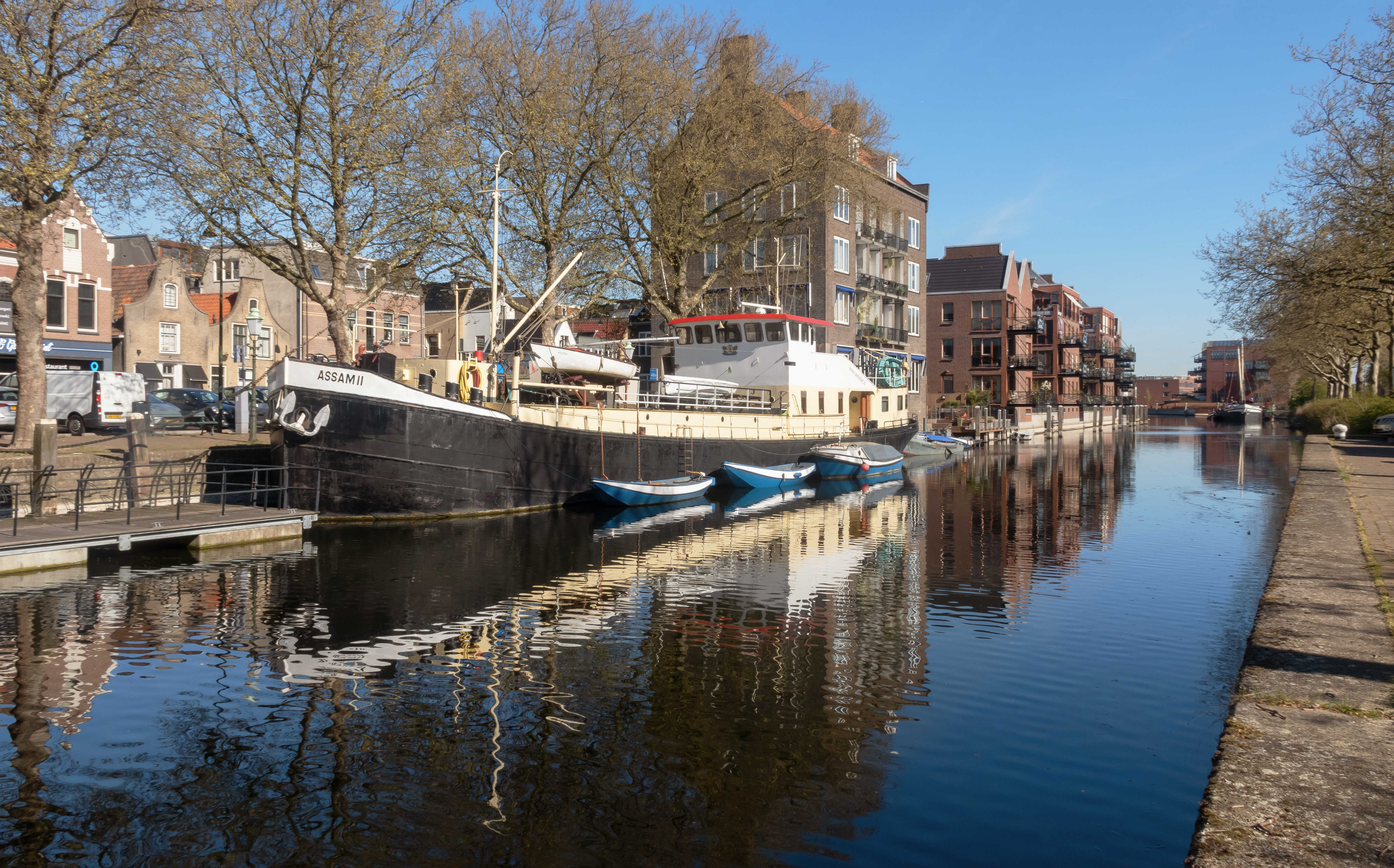
Assam ll in de haven van Vlaardingen

Het vrachtschip is in 1934 in Waterhuizen gebouwd voor schipper A. van der Veen in Rotterdam. Het werd na al eerder een paar keer te zijn doorverkocht aangeschaft door de Stichting Zeekadetkorps Vlaardingen en vanaf april 1978 in gebruik gegeven aan het ZKK Vlaardingen.
De vereniging heeft het schip zelf omgebouwd tot varend clubhuis. Het schip is volgens het Certificaat van Onderzoek geschikt voor alle binnenwateren en biedt slaapplaats aan vijftig zeekadetten. Aan boord bevindt zich een grote wasplaats met douche, toiletten en wasmachine. De kombuis is volledig uitgerust om voor een grote groep mensen goed en verantwoord te kunnen koken. De machinekamer is naast de Cummins-hoofdmotor, uitgerust met een Perkins- en Hatzdieselgeneratorsets. De brug is voorzien van alle apparatuur die tijdens het varen nodig en vaak ook verplicht is. Omdat het vaak op de Nieuwe Waterweg vaart heeft het bijvoorbeeld twee marifoons. Ook is apparatuur als een Automatic Identification System geïnstalleerd.